# キャンディ (スリランカ)
キャンディ（英語: Kandy）は、スリランカ中部州の州都。人口約12万人。シンハラ人のキャンディ王国（1469年~1815年）の最後の都であり、現在でもスリランカ中部における中心的な都市である。キャンディとはシンハラ語で山を意味する「カンダ」が転じた呼称であり、別称としてマハー・ヌワラ （මහ නුවර Maha Nuvara、大都市あるいは首都）とも呼ばれる。

## 概要

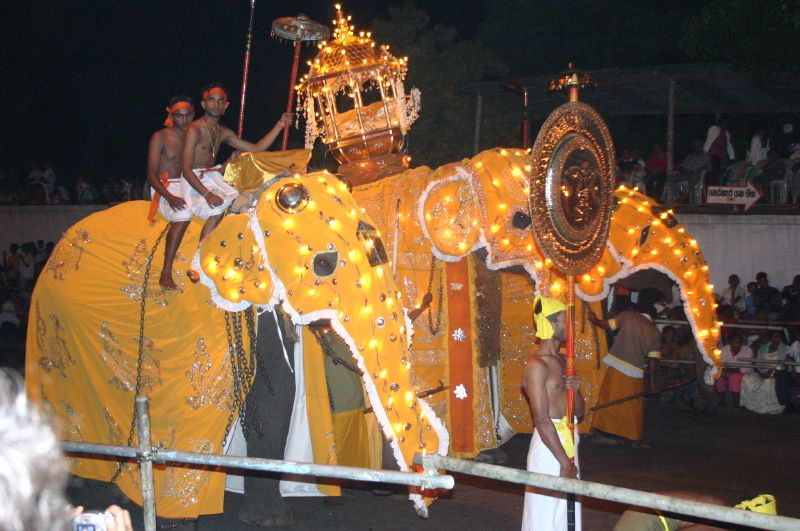
エサラ・ペラヘラ祭の行列

セイロン島の中央に位置するキャンディは、スリランカの仏教の聖地であり、またシンハラ人による最後の王朝の都である。その歴史的な重要性から、ユネスコ世界遺産にも登録されている。
キャンディには、仏陀の歯があるとされる仏歯寺（ダラダー・マーリガーワ寺院）がある。年代記の『チューラワンサ（小史）』によれば、仏歯は4世紀にインドのカリンガ国からもたらされたとされ、アヌラーダプラのダンマチャッカ（法輪堂）におさめられて祀られ、王権の権威を保証する証となった。当時の様相は法顕の『仏国記』に描かれている。これ以後、王都が移動するたびごとに仏歯も移動して、現在はキャンディの仏歯寺に納められている。仏歯は仏陀の聖遺物の仏舎利として崇拝されると共に、強い力を持つものとして神のように祀られた。
エサラ月にあたる7月の満月を頂点とするエサラ・ペラヘラ祭では、仏歯が象の背中に乗せられて、神々の象徴である武器と共に町中を練り歩く。ペラヘラとは行列の意味で、かつての王国の秩序が目に見える形で示される。仏歯は雨を呼ぶともいわれ、作物の豊作をもたらす祈願の対象でもある。

## 世界遺産
仏歯寺、王宮建造物群を含むキャンディの文化財は、1983年、「聖地キャンディ」として世界遺産（文化遺産）に登録された。キャンディは同国の仏教徒にとって宗教的に重要な信仰の地であり最も重要な巡礼地の一つである。特に仏歯寺には仏歯を拝む人が、長い行列を成す。

### 登録基準
この世界遺産は世界遺産登録基準のうち、以下の条件を満たし、登録された（以下の基準は世界遺産センター公表の登録基準からの翻訳、引用である）。
- (4) 人類の歴史上重要な時代を例証する建築様式、建築物群、技術の集積または景観の優れた例。
- (6) 顕著で普遍的な意義を有する出来事、現存する伝統、思想、信仰または芸術的、文学的作品と直接にまたは明白に関連するもの（この基準は他の基準と組み合わせて用いるのが望ましいと世界遺産委員会は考えている）。

## 地理

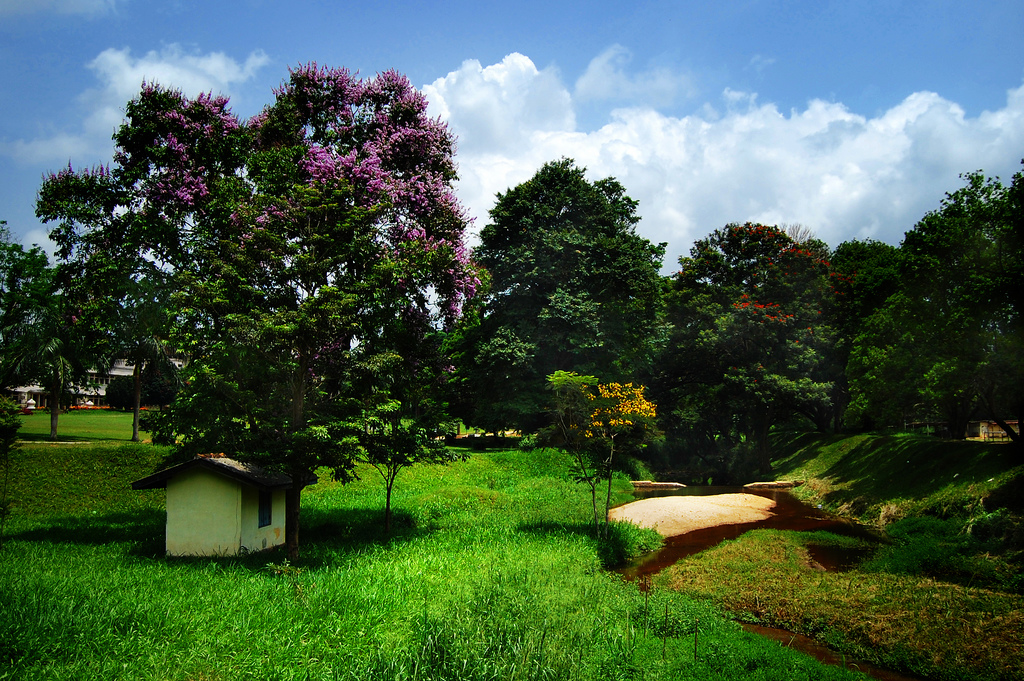
ペラデニヤ植物園

キャンディの市街は標高465 mのスリランカ中央高地に位置している。都心は旧王朝の行政府と、キャンディ湖の二つの地域の周りに発達している。またペラデニヤ植物園は都市に空間的な開放感を与えている。
湖の北岸には19世紀に作られた白い石の欄干があり、王宮や仏歯寺とともに都市の宗教的なモニュメントとなっている。18世紀の再構築により、仏歯寺はスリランカのかつての首都アヌラーダプラの寺院に影響された花崗岩を用いた建造物となっており、また石灰岩、大理石、彫刻された木材、象牙といった多様な素材が寺院の荘厳さを醸し出している。キャンディの町には多数の僧院もまた見出すことが出来る。
市街は現在も成長を続けており、大学と植物園のある南西のペラデニヤや北のカトゥガストタ、東のクンダセイル、Tennekumbura、Gurudeniyaといった地域にまで広がっている。

### 地勢
キャンディは内陸部の密林に覆われた山岳地帯に位置している。都市はナックル山脈やハンターナ山脈といった山脈に囲まれた地域にあり、その結果都市の標高は500 m近くになる。都市は人造のキャンディ湖とウダワッタキャレー自然保護区の南側に面している。自然保護区は近年では縮小傾向にある。

### 気候
キャンディはセイロン島の中央、標高の高い地域に位置することから、熱帯気候が占めるスリランカの他の地域と比べて、比較的湿った、そして涼しい気候を持つ。12月から4月にかけて乾季となる。 この地域は5月から7月にかけてと12月から1月にかけてモンスーンのシーズンとなり、例年この季節は荒々しく安定しない天気となる。セイロン島は赤道に近いが北半球に位置するため、1月が最も涼しく、逆に7月が最も暑い季節となる。3月から5月中旬にかけてのモンスーンの間の時期は、軽い雨が続き湿度が高くなる。 その時期の湿度は概ね70%台である。
| キャンディの気候     | キャンディの気候 | キャンディの気候 | キャンディの気候 | キャンディの気候 | キャンディの気候 | キャンディの気候 | キャンディの気候 | キャンディの気候 | キャンディの気候 | キャンディの気候 | キャンディの気候 | キャンディの気候 | キャンディの気候 |
| 月                   | 1月              | 2月              | 3月              | 4月              | 5月              | 6月              | 7月              | 8月              | 9月              | 10月             | 11月             | 12月             | 年               |
| -------------------- | ---------------- | ---------------- | ---------------- | ---------------- | ---------------- | ---------------- | ---------------- | ---------------- | ---------------- | ---------------- | ---------------- | ---------------- | ---------------- |
| 日平均気温 °C （°F） | 23.4 (74.1)      | 24.2 (75.6)      | 25.6 (78.1)      | 26.1 (79)        | 25.7 (78.3)      | 24.8 (76.6)      | 24.5 (76.1)      | 24.4 (75.9)      | 24.3 (75.7)      | 24.4 (75.9)      | 24.2 (75.6)      | 23.7 (74.7)      | 24.7 (76.5)      |
| 降水量 mm （inch）   | 79 (3.11)        | 74 (2.91)        | 71 (2.8)         | 188 (7.4)        | 144 (5.67)       | 132 (5.2)        | 128 (5.04)       | 113 (4.45)       | 155 (6.1)        | 264 (10.39)      | 296 (11.65)      | 196 (7.72)       | 1,840 (72.44)    |
| 平均降雨日数         | 6                | 5                | 8                | 14               | 11               | 15               | 14               | 13               | 13               | 17               | 16               | 14               | 146              |
| 出典1：              |                  |                  |                  |                  |                  |                  |                  |                  |                  |                  |                  |                  |                  |
| 出典2：              |                  |                  |                  |                  |                  |                  |                  |                  |                  |                  |                  |                  |                  |

## 人口動態
キャンディはシンハラ人が多数派を占める都市である。しかしその他にもムーア人やタミル人がまとまった数居住している。
| 民族                                 | 人口（2001年） | %     |
| ------------------------------------ | -------------- | ----- |
| シンハラ                             | 77,560         | 70.48 |
| スリランカ・ムーア                   | 15,326         | 13.93 |
| スリランカ・タミル                   | 9,427          | 8.57  |
| インド・タミル                       | 5,245          | 4.77  |
| その他（バーガー人やマレー人を含む） | 2,489          | 2.26  |
| 合計                                 | 110,049        | 100   |

## 経済

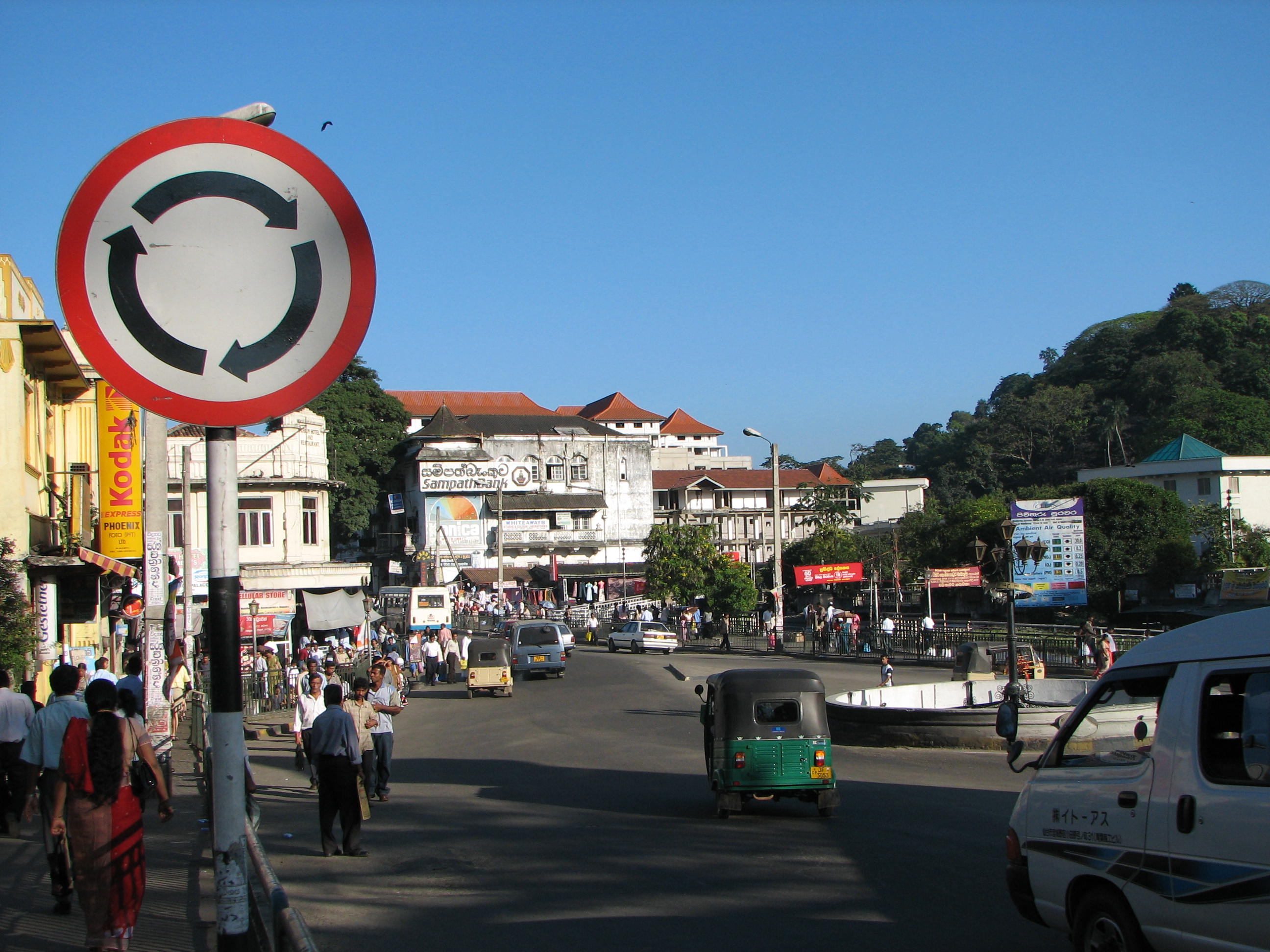
キャンディの市街地

キャンディはコロンボ首都圏に次ぐ、同国第2の経済の中心地である。コロンボ周辺以外の都市としては国内で2番目に大きく、中部州の州都でもある。そのため多くの大企業がキャンディに支社を置いており、繊維、家具、IT、宝石といった産業が集まっている。農業研究所も多数がこの都市に立地している。
キャンディ・シティ・センターはキャンディ中心部に位置する大きなショッピングセンターで、アジアや国内のブランドに加え、Appleやフィリップス、リーボック、トリンプ・インターナショナル、アディダスといった有名な海外ブランドの製品を扱っている。

## 交通
キャンディにはバスを基盤とする公共交通システムが存在している。バスの運行は民間ならびに公営のスリランカ交通局 (SLTB) により行われている。

### 航空
2013年現在、近郊のクンダセイルにキャンディ空港の建設が提案されている。実現すればキャンディはコロンボのバンダラナイケ国際空港と直接結ばれることとなり、観光業の更なる発展が期待されている。

### 道路
Aクラス・ハイウェイ
- A1ハイウェイ - 通称キャンディ・ロード。キャンディとコロンボを結ぶ
- A9ハイウェイ - キャンディとジャフナを結ぶ
- A10ハイウェイ - キャンディからカトゥガストタを経由してクルネーガラを結ぶ
- A26ハイウェイ - キャンディからマヒヤンガナを経由してPadiyathalawa（英語版）を結ぶ

Eクラス・ハイウェイ
- コロンボ-キャンディ高速道路 - 2013年現在コロンボ－キャンディ間115 kmの建設が計画されており、実現すれば2大経済圏が短時間で結ばれることとなる。

### 鉄道
- 鉄道のマータレー線がペラデニヤ駅、キャンディ駅を通って終点マータレーへと続いている。同線はコロンボからバドゥッラへと向かうメインラインに接続する。

## 施設

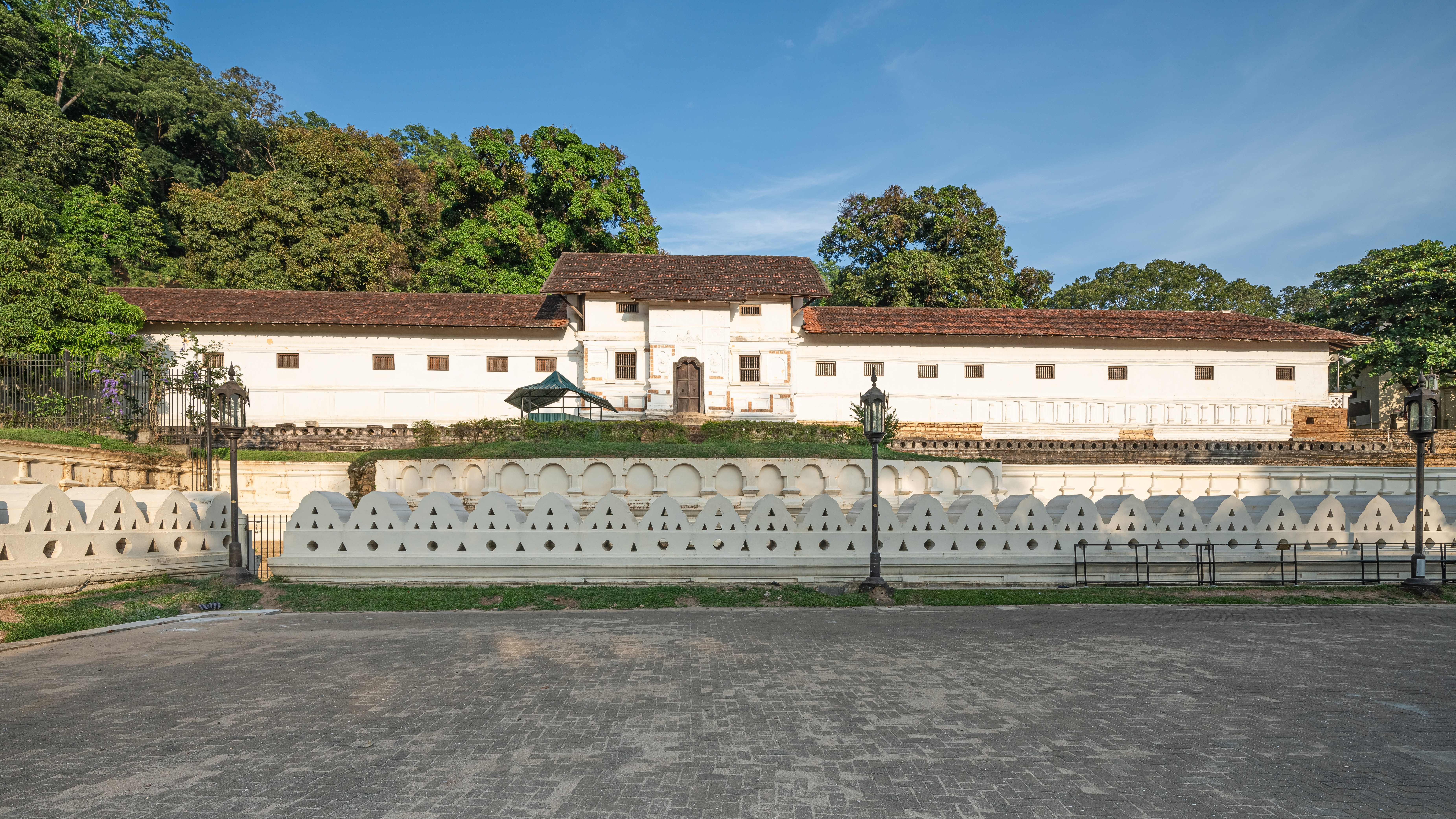
キャンディ王宮

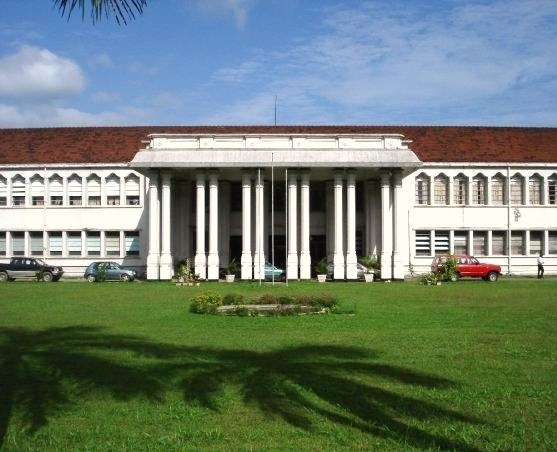
ペラデニヤ大学

名所・旧跡
- キャンディ王宮
- ダラダー・マーリガーワ寺院
- エンベッカ寺院
- ガダラデニヤ寺院
- デガルドルワ寺院
- ランカティラカ寺院

文化施設
- キャンディ国立博物館
- ペラデニヤ植物園

教育施設
- ペラデニヤ大学

スポーツ施設
- ボガンバラ・スタジアム

## 出身人物
- にしゃんた - キャンディ出身で日本で活躍するタレント・社会学者（羽衣国際大学教授）。
- ガミニ・ディサーナーヤカ - 政治家。第9代野党代表（英語版）。

## 姉妹都市
- 臼杵市（日本・大分県）- 1967年2月27日姉妹都市提携